# Tombe Merinidi
Le tombe Merinidi, in arabo المقبرة المرينية‎?, al-Maqbara al-Marīniyya, sono le rovine di giganti mausolei reali dove sono sepolti alcuni membri della dinastia merinide a Fès, in Marocco. La dinastia regnò su Fès e sul Marocco dal 1248 al 1465. 
Le tombe sono in stato di rovina, ma attirano i turisti a causa delle loro dimensioni e di alcuni arabeschi decorativi ancora visibili scolpiti nei complessi, ma l'attrazione principale che offrono ai turisti è l'altopiano in cui sono edificati, che permette di vedere tutta la medina (città vecchia) di Fès, antica di milleduecento anni. 
Non tutti i sultani merinidi sono sepolti in questo complesso, alcuni sono invece inumati nella necropoli merinide di Chella a Rabat.